# Pseudantechinus
Pseudantechinus — рід хижих сумчастих ссавців з родини кволових (Dasyuridae). Рід містить шість видів, ендеміків Австралії. Етимологія: грец. ψευδής — «фальшивий» і antechinus — назва роду з цієї ж триби. Рід був відділений від Antechinus Арчером у 1982 році.